# Weichtal
Weichtal är en ravin i Österrike.   Den ligger i förbundslandet Niederösterreich, i den östra delen av landet, 70 km sydväst om huvudstaden Wien. Weichtal ligger 855 meter över havet.
Terrängen runt Weichtal är bergig åt sydost, men åt nordväst är den kuperad. Närmaste större samhälle är Gloggnitz, 16,4 km sydost om Weichtal. 
I omgivningarna runt Weichtal växer i huvudsak blandskog. Runt Weichtal är det ganska tätbefolkat, med 75 invånare per kvadratkilometer.